# جامعة ستوكهولم للفنون

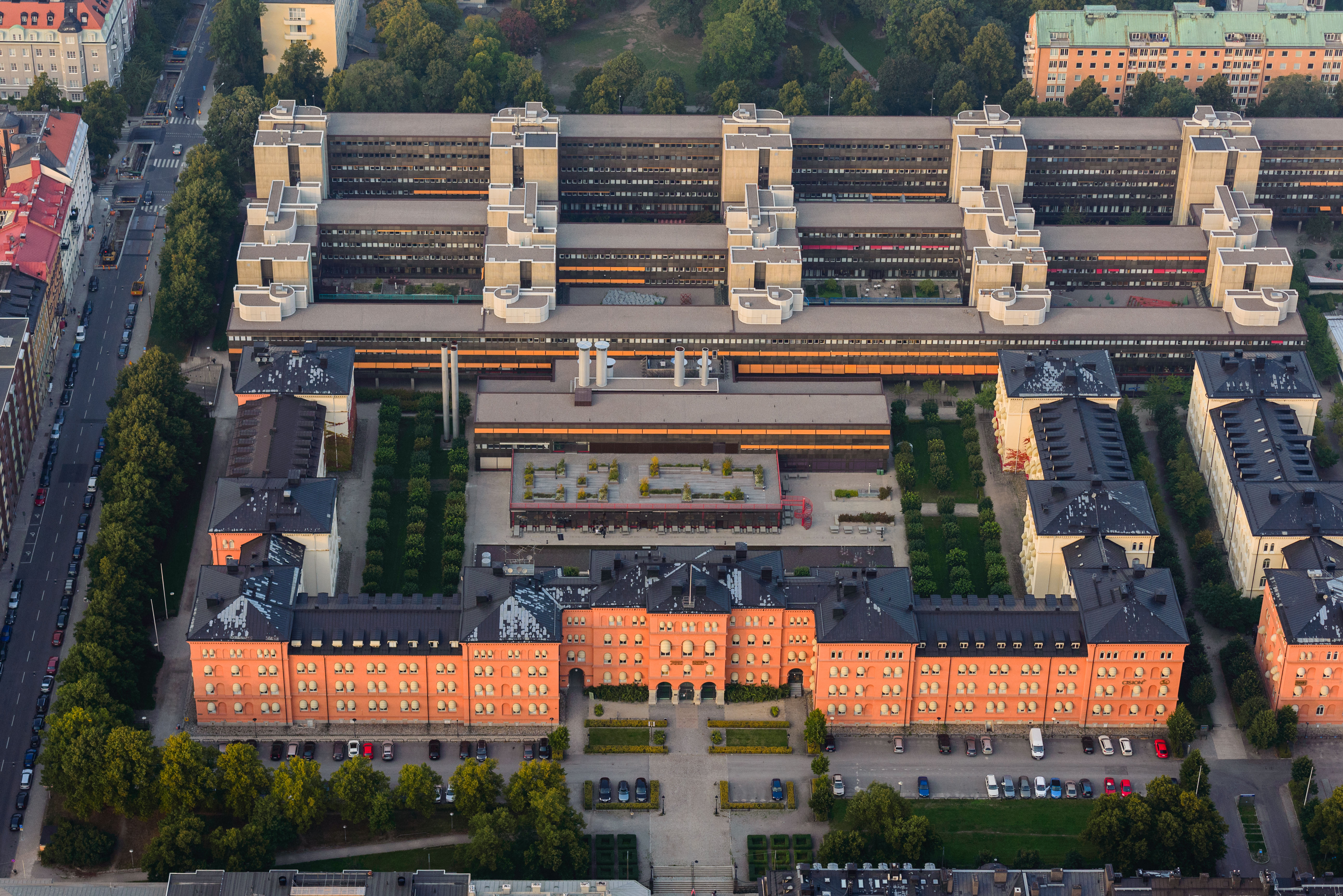

جامعة ستوكهولم للفنون (بالسويدية: Stockholms konstnärliga högskola)
، جامعة عامة تأسست في الأول من يناير من عام 2014 ، من خلال اتحاد كل مدرسة الرقص و السيرك ، المدرسة العالية للأوبرا و أكاديمية ستوكهولم للفن الدرامي. 
 وهي نتيجة لتوجيهات اللجنة الوزارية الصادرة في عام 2012.
و لا تزال المؤسسات الثلاثة مستقلة فيما يتعلق بالدراسات الجامعية، ولكن الاندماج ينوي إلى تحقيق كتلة ضخمة من النقد الأدبي وخلق بيئة بجودة عالية للأبحاث والدراسات الدكتورية.
يدعى نائب رئيس الجامعة باولا كربتري، و يدعى رئيس الجامعة كاري برمير، النائب السابق لجامعة ستوكهولم.

## روابط إضافية
الموقع الرسمي لجامعة استوكهولم للفنون(بالسويدية)